# Het Bimhuis

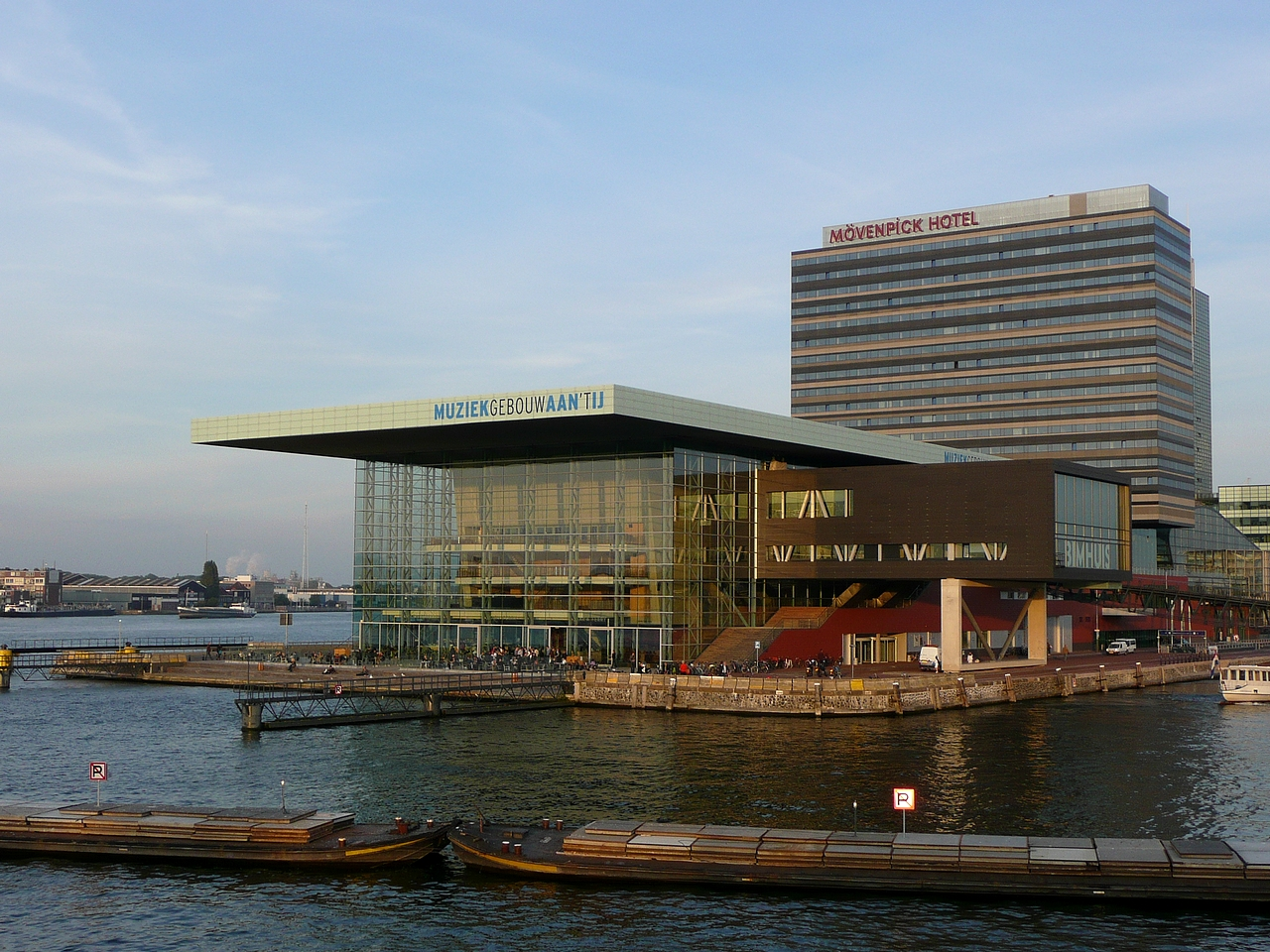
Vue du complexe regroupant le Muziekgebouw aan 't IJ, et le Bimhuis.

Het Bimhuis est une salle de concert d'Amsterdam qui accueille principalement des concerts de jazz et d'improvisation musicale ainsi que des spectacles de musique contemporaine. Avec quelque 150 représentations par an, il s'agit de l'une des principales salles en son genre aux Pays-Bas. La création de l'institution remonte à 1973. Après avoir occupé un immeuble situé sur le Oudeschans jusqu'en décembre 2004, elle a été délocalisée sur le Piet Heinkade, situé à dix minutes à pied de la gare centrale d'Amsterdam. Le Bimhuis partage aujourd'hui ses locaux avec le Muziekgebouw aan 't IJ situé sur le rivage sur de l'IJ.